# Sportforum Chemnitz

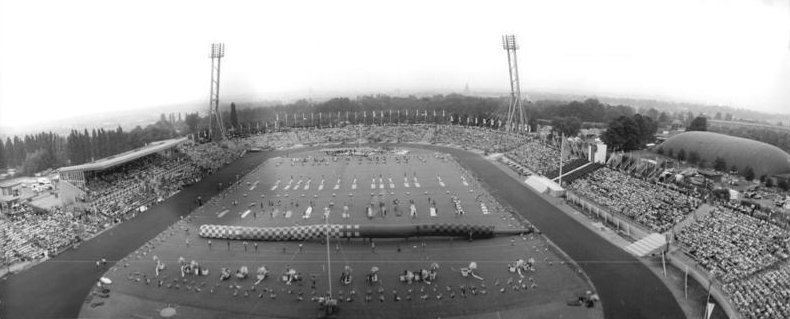
La Organización de Pioneros Ernst Thälmann en 1988.

El Sportforum Chemnitz es un estadio multiusos utilizado principalmente para el fútbol ubicado en la ciudad de Chemnitz en Alemania.

## Historia
Fue construido en 1926 y ha tenido varios nombres en su historia. Fue la sede del desaparecido Chemnitzer BC desde su creación hasta que el club desaparece al finalizar la Segunda Guerra Mundial.
Posteriormente pasó a ser la sede del FC Karl-Marx-Stadt hasta hoy.

## Selección nacional
Fue el estadio donde Alemania Democrática ganó su último partido oficial cuando vencío por 2-1 a Unión Soviética el 8 de octubre de 1989, siendo también el último partido de local por una competición oficial para Alemania Democrática.